# Paul Poupard

Znak kardinála Pouparda

Paul Joseph Jean kardinál Poupard (* 30. srpna 1930 Bouzillé) je francouzský římskokatolický kněz, bývalý předseda Papežské rady pro kulturu a Papežské rady pro dialog s nevěřícími, kardinál.

## Kněz a biskup
Studoval na pařížské Sorboně, kde získal doktoráty z teologie a historie. Kněžské svěcení přijal 18. prosince 1954. V letech 1972 až 1980 byl rektorem Katolického institutu v Paříži. Je autorem řady publikací z církevních dějin, obdržel řád Čestné legie. V únoru 1979 ho papež Jan Pavel II. jmenoval pomocným biskupem Paříže, biskupské svěcení mu udělil pařížský metropolita kardinál François Marty 6. dubna téhož roku. V červnu 1980 byl jmenován titulárním arcibiskupem a začal pracovat v římské kurii jako předseda sekretariátu pro nevěřící.

## Kardinál
Při konzistoři 25. května 1985 byl jmenován kardinálem. Současně s nominací se stal plnoprávným předsedou sekretariátu pro nevěřící; v dubnu 1988 byl jmenován rovněž předsedou Papežské rady pro kulturu. Jejím předsedou zůstal i poté, co se v roce 1993 obě dikasterie římské kurie spojily.
V březnu 2006 se stal dočasně také předsedou Papežské rady pro mezináboženský dialog (v červnu 2007 papež Benedikt XVI. jmenoval nástupcem kardinála Pouparda v této funkci kardinála Jean-Louise Taurana). Často reprezentoval papeže na společenských a církevních slavnostech. Na funkci předsedy Papežské rady pro kulturu rezignoval 3. září 2007, jeho nástupcem se stal Gianfranco Ravasi.